# Meridiana di Sesto

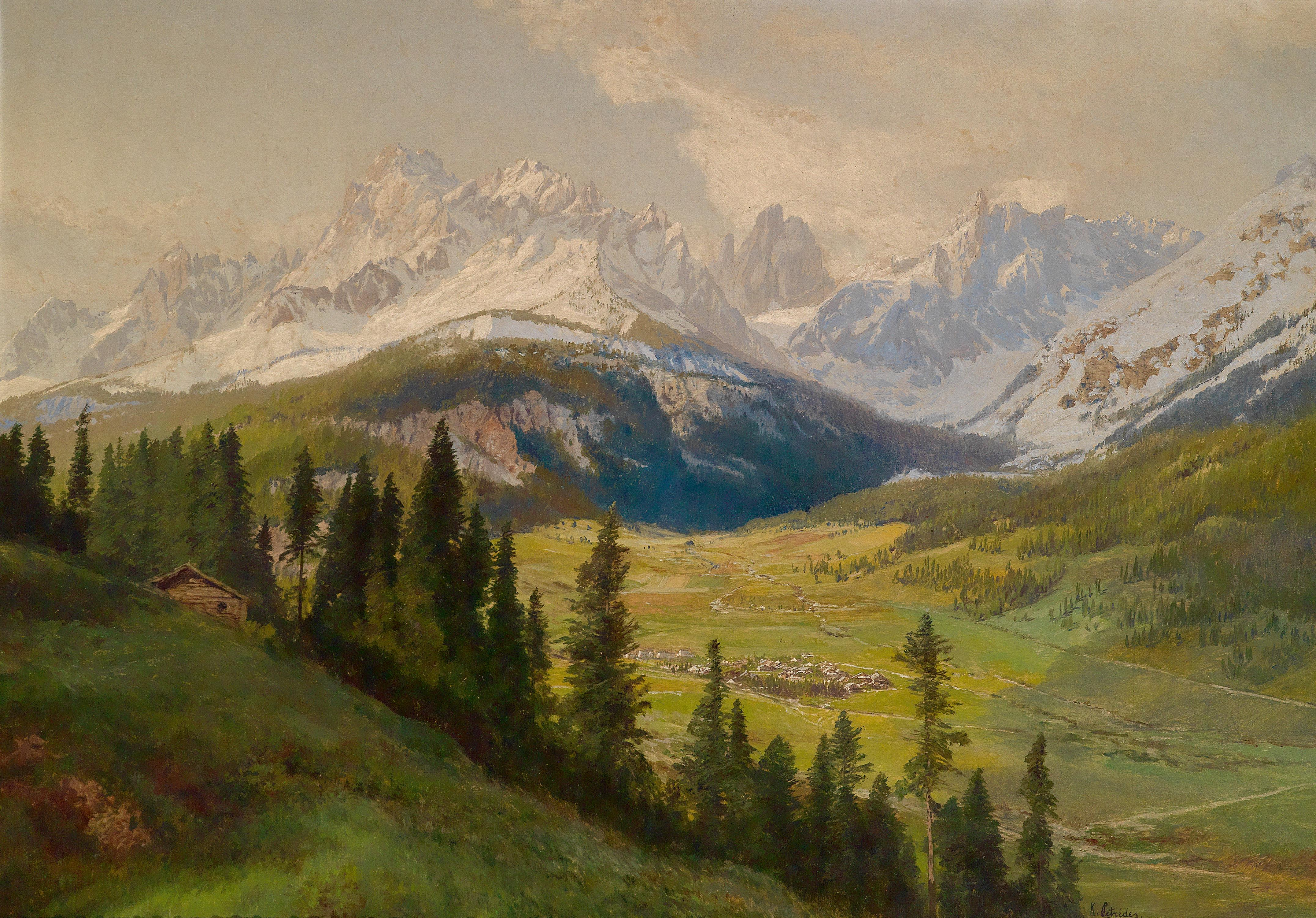
Veduta di Sesto e della "Meridiana di Sesto" nella Dolomiti di Sesto dal monte Elmo in una pittura ad olio di Konrad Petrides del 1900

La meridiana di Sesto (Sextener Sonnenuhr in tedesco) è una meridiana naturale che si trova nel territorio comunale di Sesto, in val Pusteria (BZ), che sfrutta l'altezza delle cime delle Dolomiti di Sesto. La meridiana funziona sempre grazie al Sole, che illuminando le cime dolomitiche circostanti il paese, fornisce una misura (seppur approssimativa) dell'ora solare. Le cime che la compongono sono:
- Cima Una (Einserkofel), 2.698 m s.l.m.
- Cima Nove, anche conosciuta come Pala del Popera (Neunerkofel), 2.582 m s.l.m.
- Cima Dieci, più nota come Croda Rossa di Sesto (Sextener Rotwandköpfe), 2.965 m s.l.m.
- Cima Undici (Elferkofel), 3.092 m s.l.m.
- Cima Dodici (Zwölferkofel), più nota come Croda dei Toni, 3.094 m s.l.m.

## Galleria d'immagini

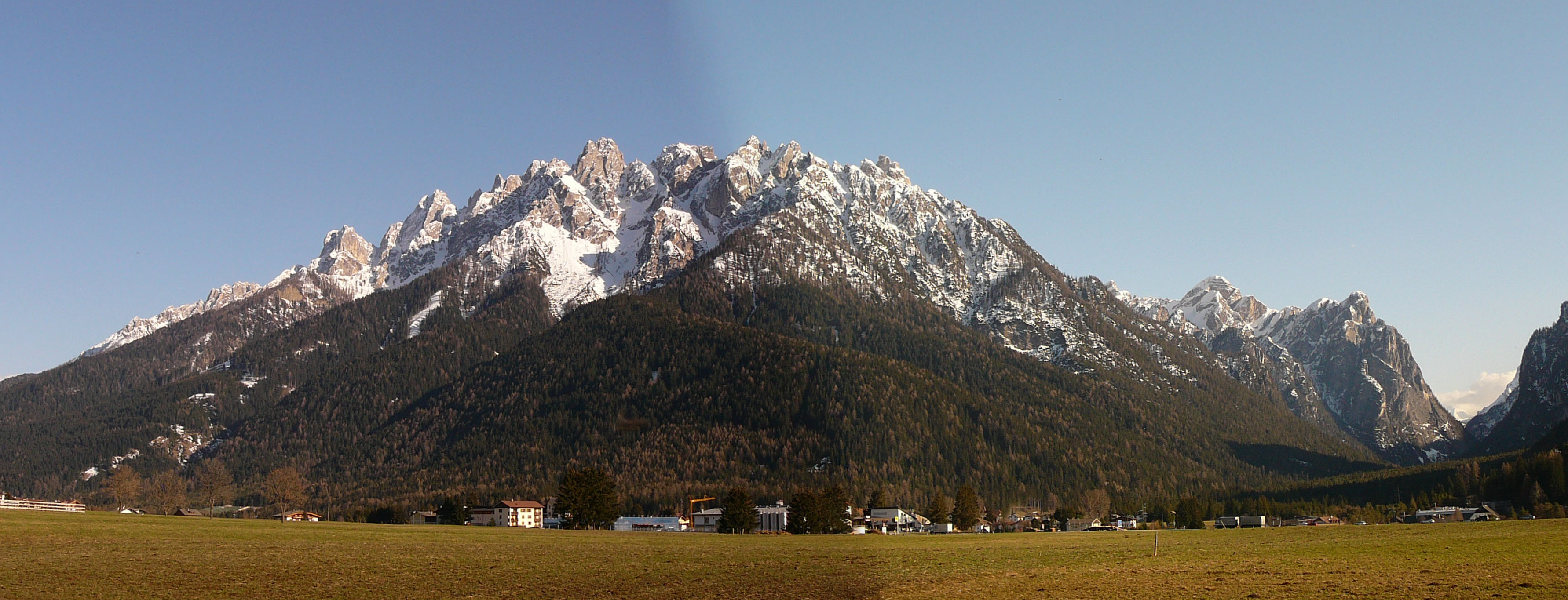
Cima Nove
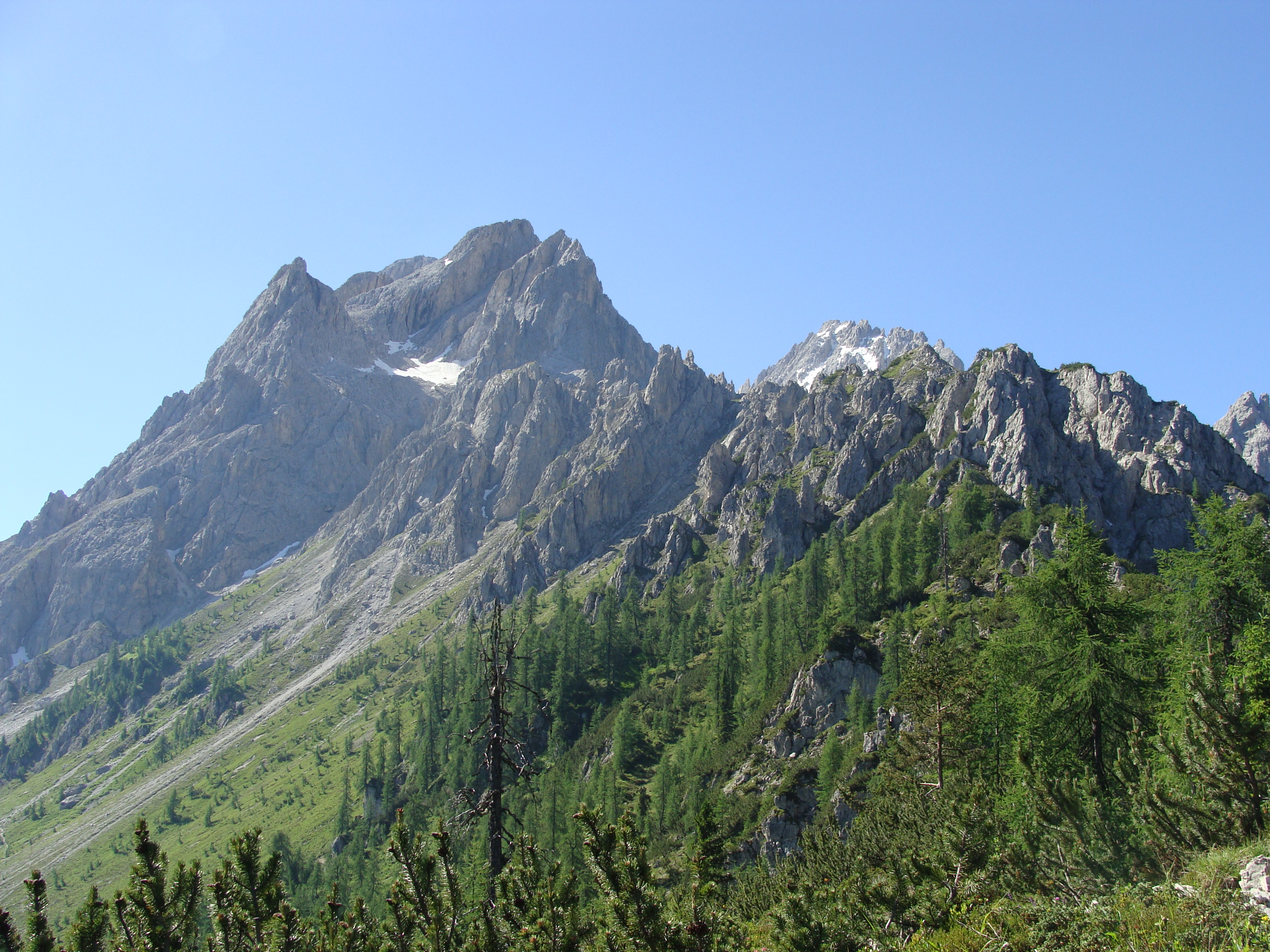
Cima Dieci
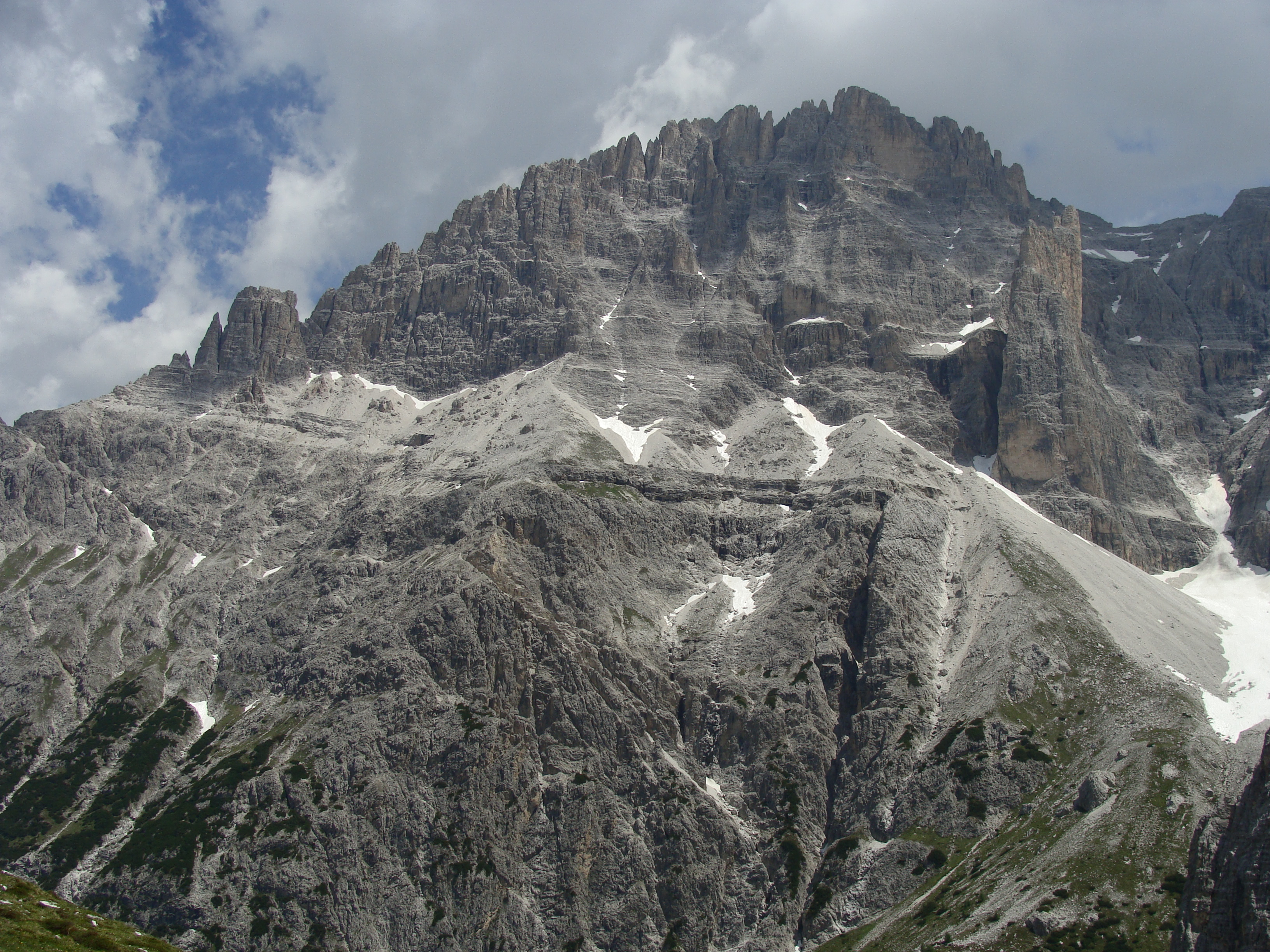
Cima Undici
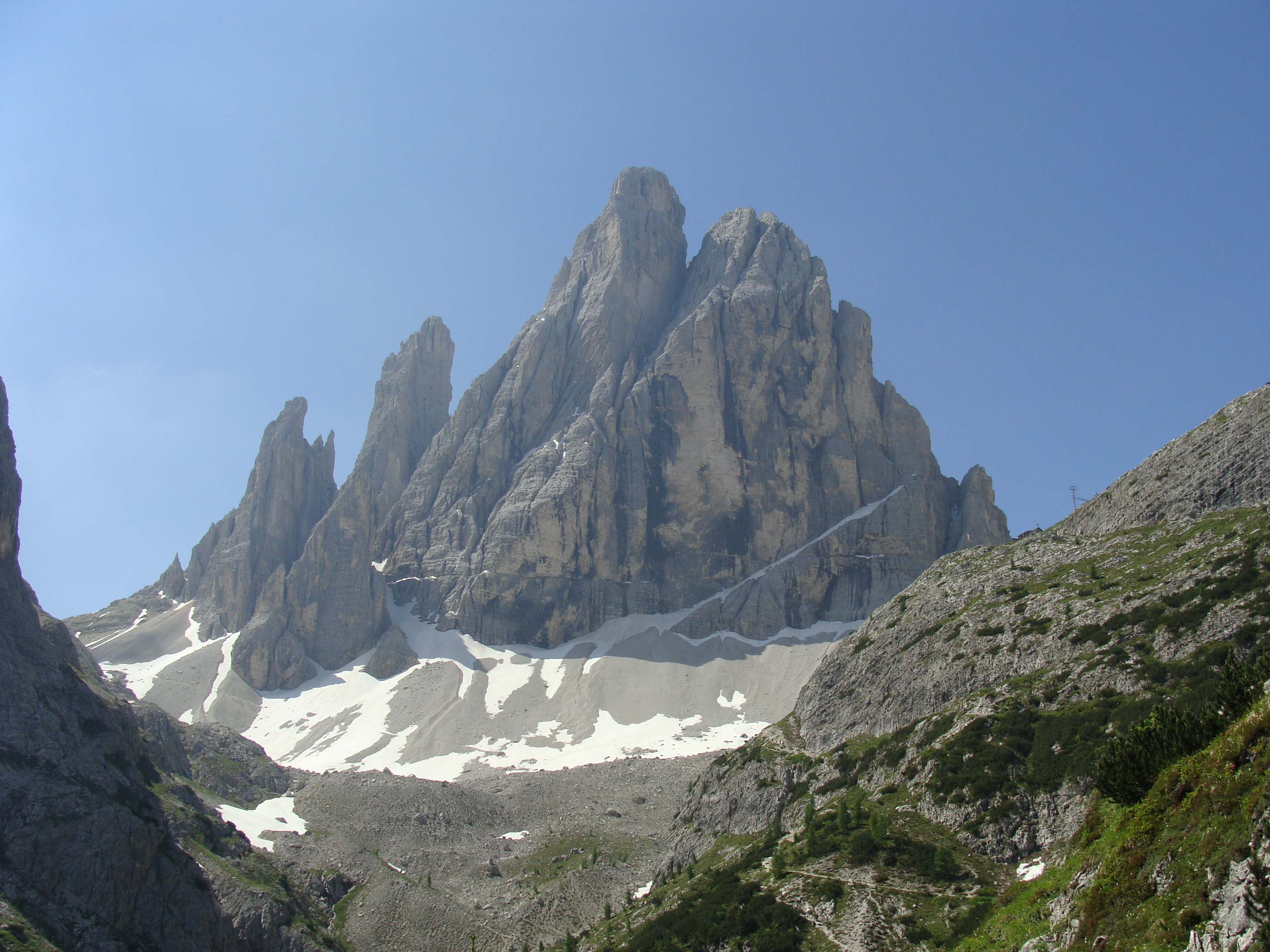
Cima Dodici
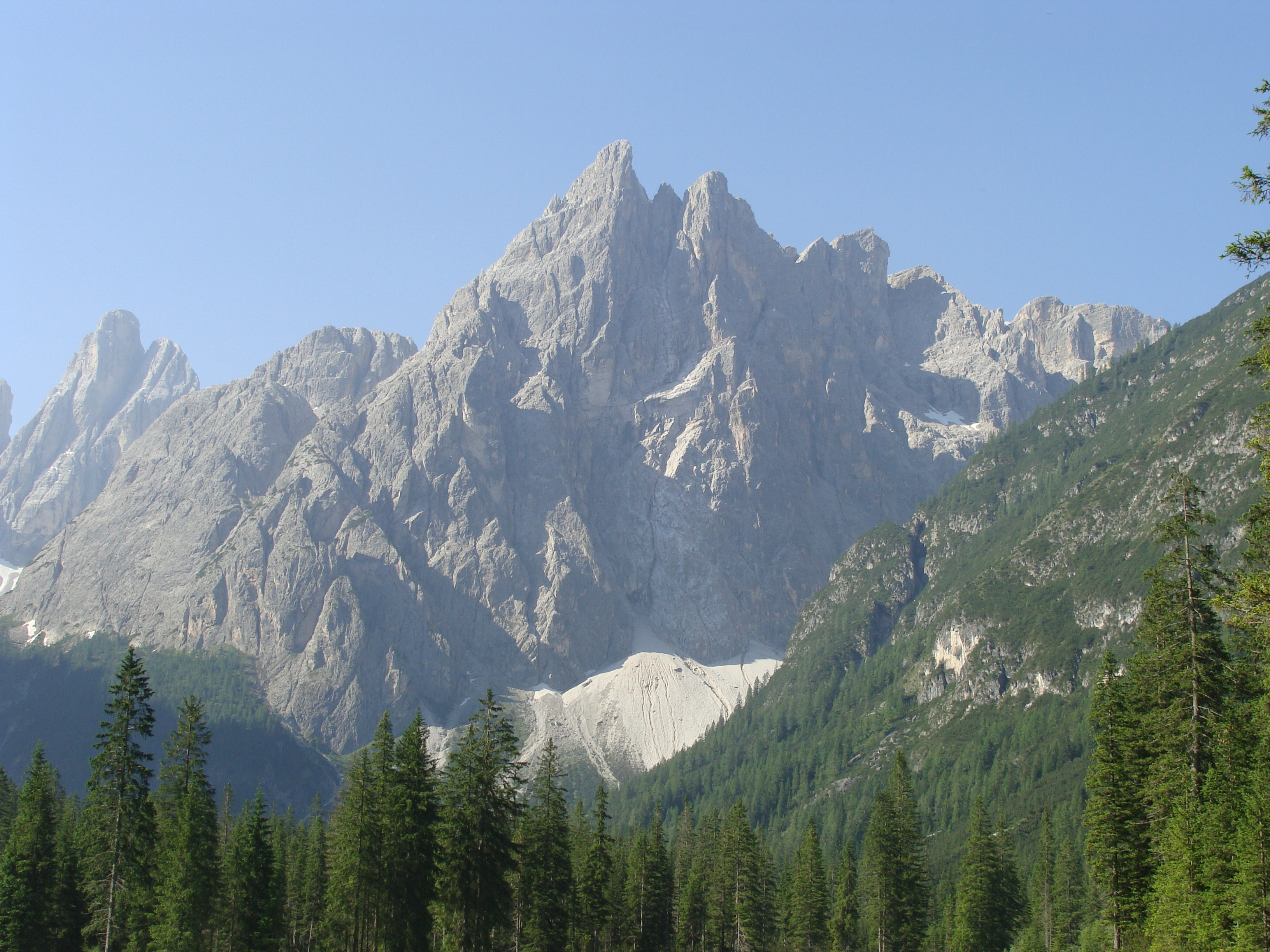
Cima Una
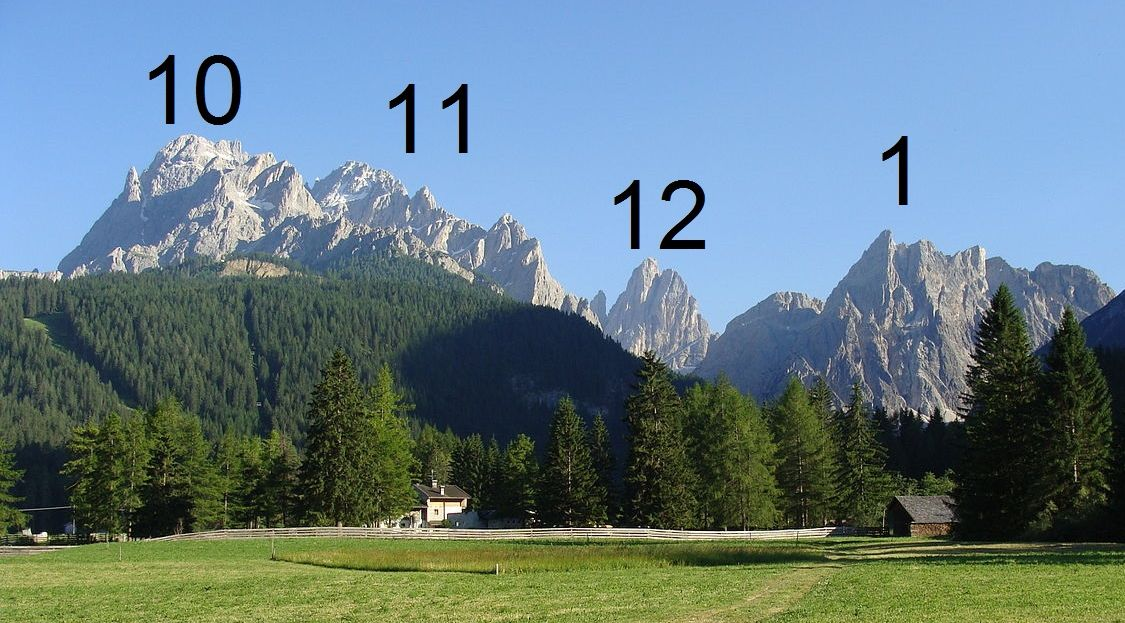
Veduta d'insieme delle cime che formano la meridiana con l'indicazione delle ore